# Giáo án điện tử
Giáo án điện tử Theo tài liệu "Những vấn đề chung về đổi mới giáo dục THCS - môn Tin học" do Vụ Giáo dục Trung học - Bộ Giáo dục và Đào tạo phát hành năm 2007 (trang 95) thì "Giáo án điện tử có thể hiểu là giáo án truyền thống của giáo viên nhưng được đưa vào máy vi tính – giáo án truyền thống nhưng được lưu trữ, thể hiện ở dạng điện tử. Khi giáo án truyền thống được đưa vào máy tính thì những ưu điểm, thế mạnh của CNTT sẽ phát huy trong việc trình bày nội dung cũng như hình thức của giáo án. Như vậy, giáo án điện tử không bao hàm có ứng dụng hay không việc ứng dụng CNTT trong tiết học mà giáo án đó thể hiện." Giáo án điện tử là bản thiết kế cụ thể toàn bộ kế hoạch hoạt động dạy học của giáo viên trên giờ lên lớp, toàn bộ hoạt động dạy học đó đã được số hóa và minh họa bằng các dữ liệu đa phương tiện (multimedia) một cách trực quan, có cấu trúc chặt chẽ và logic được quy định bởi cấu trúc của bài học.
Giáo án điện tử là một tập hợp các bài giảng điện tử được người dạy thiết kế để người học có thể giao tiếp trực tiếp với thiết bị (ở đây là máy tính) và hoạt động dựa trên những gì đã được người dạy lập trình trước, và người dạy lúc này không cần phải giao tiếp trực tiếp với người học nữa. Qua đó người học có thể rút ra kiến thức cho bản thân mình. Một giáo án điện tử hay phải đảm bảo một số yếu tố như: sức thu hút đối với người dùng, lượng kiến thức đưa vào đó có phù hợp với người dùng chưa, kiến thức mở rộng có đáp ứng được nhu cầu của người học không v.v.